# Centrobasket 2010
El Centrobasket 2010, también conocido como el XXII Campeonato de baloncesto de Centroamérica y el Caribe, fue el 22º campeonato regional de baloncesto de Centroamérica y el Caribe de la FIBA Américas, que tuvo lugar en Santo Domingo, República Dominicana del 5 al 12 de julio. Las cuatro mejores selecciones clasificaron para el Campeonato FIBA Américas de 2011 y las dos mejores selecciones clasifican para los Juegos Panamericanos de 2011.
Puerto Rico ganó el campeonato con una victoria de 89-80 contra la República Dominicana. Panamá consiguió la medalla de bronce con una victoria de 75-74 contra Cuba.

## Selecciones participantes
- Belice
- Cuba
- Islas Vírgenes Británicas
- Islas Vírgenes Estadounidenses
- Jamaica
- México
- Panamá
- República Dominicana (anfitrión)
- Puerto Rico
- Trinidad y Tobago

## Primera ronda

### Grupo A
| Selección                      | PJ | G | P | PE  | PP  | Dif | Pts | Des |
| ------------------------------ | -- | - | - | --- | --- | --- | --- | --- |
| República Dominicana           | 4  | 4 | 0 | 314 | 253 | +61 | 8   |     |
| Panamá                         | 4  | 2 | 2 | 260 | 257 | +3  | 6   | +4  |
| Jamaica                        | 4  | 2 | 2 | 255 | 244 | +11 | 6   | -4  |
| Islas Vírgenes Británicas      | 4  | 1 | 3 | 223 | 281 | -58 | 5   | +9  |
| Islas Vírgenes Estadounidenses | 4  | 1 | 3 | 285 | 302 | -17 | 5   | -9  |

| 5 de julio | Islas Vírgenes Británicas                                           | 59–50                                 | Islas Vírgenes Estadounidenses                                               |                                                                         |  |
| 15:30      | Parciales: 14–14, 15–10, 20–12, 10–14                               | Parciales: 14–14, 15–10, 20–12, 10–14 | Parciales: 14–14, 15–10, 20–12, 10–14                                        |                                                                         |  |
|            | Estadísticas Halstead Chiverton 23 Steve Parillon 11 3 empate con 3 | Reporte Pts Reb Asts                  | Estadísticas Walter Hodge 16 Frank Elegar 12 Hodge y Kashif Gumbs 3 cada uno | Pabellón: Palacio de los Deportes Virgilio Travieso Soto, Santo Domingo |  |

| 5 de julio | República Dominicana                                                   | 63–56                                | Panamá                                                        |                                                                         |  |
| 20:30      | Parciales: 13–16, 12–18, 13–9, 25–13                                   | Parciales: 13–16, 12–18, 13–9, 25–13 | Parciales: 13–16, 12–18, 13–9, 25–13                          |                                                                         |  |
|            | Estadísticas Kelvin Peña 18 Franklin Western 7 Jack Michael Martinez 4 | Reporte Pts Reb Asts                 | Estadísticas Danilo Pinnock 21 Gyno Pomare 13 Jaime Lloreda 5 | Pabellón: Palacio de los Deportes Virgilio Travieso Soto, Santo Domingo |  |

| 6 de julio | Panamá                                                                              | 75–61                                 | Islas Vírgenes Británicas                                                                  |                                                                         |  |
| 15:30      | Parciales: 27–18, 16–19, 12–10, 20–14                                               | Parciales: 27–18, 16–19, 12–10, 20–14 | Parciales: 27–18, 16–19, 12–10, 20–14                                                      |                                                                         |  |
|            | Estadísticas Jaime Lloreda y Danilo Pinnock 13 cada uno Gyno Pomare 10 Joel Muñoz 6 | Reporte Pts Reb Asts                  | Estadísticas Kennedy Bass y Halstead Chiverton 17 cada uno Steve Parillon 9 Kennedy Bass 3 | Pabellón: Palacio de los Deportes Virgilio Travieso Soto, Santo Domingo |  |

| 6 de julio | Jamaica                                                    | 62–68                                 | República Dominicana                                                      |                                                                         |  |
| 20:30      | Parciales: 17–21, 22–11, 11–15, 12–21                      | Parciales: 17–21, 22–11, 11–15, 12–21 | Parciales: 17–21, 22–11, 11–15, 12–21                                     |                                                                         |  |
|            | Estadísticas Roy Hibbert 19 Garfield Blair 9 Akeem Scott 4 | Reporte Pts Reb Asts                  | Estadísticas Charlie Villanueva 13 Jack Michael Martinez 13 Kelvin Peña 5 | Pabellón: Palacio de los Deportes Virgilio Travieso Soto, Santo Domingo |  |

| 7 de julio | Islas Vírgenes Estadounidenses                              | 82–74                                 | Panamá                                                       |                                                                         |  |
| 13:00      | Parciales: 16–15, 29–11, 18–21, 19–27                       | Parciales: 16–15, 29–11, 18–21, 19–27 | Parciales: 16–15, 29–11, 18–21, 19–27                        |                                                                         |  |
|            | Estadísticas Walter Hodge 22 Frank Elegar 10 Walter Hodge 6 | Reporte Pts Reb Asts                  | Estadísticas Danilo Pinnock 20 Jaime Lloreda 10 Joel Muñoz 3 | Pabellón: Palacio de los Deportes Virgilio Travieso Soto, Santo Domingo |  |

| 8 de julio | Islas Vírgenes Británicas                                                               | 56–71                               | Jamaica                                                        |                                                                         |  |
| 15:30      | Parciales: 9–13, 9–17, 18–17, 20–24                                                     | Parciales: 9–13, 9–17, 18–17, 20–24 | Parciales: 9–13, 9–17, 18–17, 20–24                            |                                                                         |  |
|            | Estadísticas Halstead Chiverton 27 Randy George y Kleon Penn 10 cada uno Kennedy Bass 3 | Reporte Pts Reb Asts                | Estadísticas Akeem Scott 18 Kimani Ffriend 10 Garfield Blair 4 | Pabellón: Palacio de los Deportes Virgilio Travieso Soto, Santo Domingo |  |

| 9 de julio | Jamaica                                                        | 71–65                                 | Islas Vírgenes Estadounidenses                            |                                                                         |  |
| 13:00      | Parciales: 20–13, 18–10, 12–13, 21–29                          | Parciales: 20–13, 18–10, 12–13, 21–29 | Parciales: 20–13, 18–10, 12–13, 21–29                     |                                                                         |  |
|            | Estadísticas Garfield Blair 27 Kimani Ffriend 12 Andre Smith 3 | Reporte Pts Reb Asts                  | Estadísticas Walter Hodge 19 Jason Edwin 10 Jason Edwin 4 | Pabellón: Palacio de los Deportes Virgilio Travieso Soto, Santo Domingo |  |

| 9 de julio | República Dominicana                                                       | 85–47                                | Islas Vírgenes Británicas                                   |                                                                         |  |
| 20:30      | Parciales: 23–9, 19–11, 21–14, 22–13                                       | Parciales: 23–9, 19–11, 21–14, 22–13 | Parciales: 23–9, 19–11, 21–14, 22–13                        |                                                                         |  |
|            | Estadísticas Charlie Villanueva 28 Jack Michael Martinez 11 2 empate con 4 | Reporte Pts Reb Asts                 | Estadísticas Trevon Lewis 11 Kleon Penn 11 Steve Parillon 2 | Pabellón: Palacio de los Deportes Virgilio Travieso Soto, Santo Domingo |  |

| 10 de julio | Panamá                                                       | 55–51                                 | Jamaica                                                        |                                                                         |  |
| 13:00       | Parciales: 10–12, 10–12, 19–14, 16–13                        | Parciales: 10–12, 10–12, 19–14, 16–13 | Parciales: 10–12, 10–12, 19–14, 16–13                          |                                                                         |  |
|             | Estadísticas Danilo Pinnock 19 Jaime Lloreda 12 Joel Muñoz 4 | Reporte Pts Reb Asts                  | Estadísticas Kimani Ffriend 14 Kimani Ffriend 7 4 empate con 1 | Pabellón: Palacio de los Deportes Virgilio Travieso Soto, Santo Domingo |  |

| 10 de julio | Islas Vírgenes Estadounidenses                              | 88–98                                 | República Dominicana                                                                                 |                                                                         |  |
| 20:30       | Parciales: 20–21, 23–21, 18–18, 27–38                       | Parciales: 20–21, 23–21, 18–18, 27–38 | Parciales: 20–21, 23–21, 18–18, 27–38                                                                |                                                                         |  |
|             | Estadísticas Walter Hodge 26 Frank Elegar 11 Walter Hodge 6 | Reporte Pts Reb Asts                  | Estadísticas Manuel Fortuna y Jack Michael Martinez 21 cada uno Charlie Villanueva 13 Ronald Ramón 5 | Pabellón: Palacio de los Deportes Virgilio Travieso Soto, Santo Domingo |  |

### Grupo B
| Selección         | PJ | G | P | PE  | PP  | Dif | Pts | Des |
| ----------------- | -- | - | - | --- | --- | --- | --- | --- |
| Puerto Rico       | 4  | 3 | 1 | 355 | 318 | +37 | 7   |     |
| Cuba              | 4  | 2 | 2 | 301 | 289 | +12 | 6   | +4  |
| México            | 4  | 2 | 2 | 304 | 292 | +12 | 6   | +2  |
| Belice            | 4  | 2 | 2 | 223 | 281 | -58 | 6   | -6  |
| Trinidad y Tobago | 4  | 1 | 3 | 280 | 336 | -56 | 5   |     |

| 5 de julio | Trinidad y Tobago                                             | 71–80                                 | Belice                                                                               |                                                                         |  |
| 13:00      | Parciales: 17–14, 21–26, 16–23, 17–17                         | Parciales: 17–14, 21–26, 16–23, 17–17 | Parciales: 17–14, 21–26, 16–23, 17–17                                                |                                                                         |  |
|            | Estadísticas Ian Young 15 Julius Ashby 11 Sheldon Christian 5 | Reporte Pts Reb Asts                  | Estadísticas Milt Palacio y Alex Carcamo 16 cada uno Richard Troyer 9 Milt Palacio 5 | Pabellón: Palacio de los Deportes Virgilio Travieso Soto, Santo Domingo |  |

| 5 de julio | México                                                        | 62–82                                 | Cuba                                                           |                                                                         |  |
| 18:00      | Parciales: 15–29, 16–25, 18–14, 13–14                         | Parciales: 15–29, 16–25, 18–14, 13–14 | Parciales: 15–29, 16–25, 18–14, 13–14                          |                                                                         |  |
|            | Estadísticas Gustavo Ayon 16 Michael Strobbe 9 4 empate con 2 | Reporte Pts Reb Asts                  | Estadísticas Allens Jemmott 22 Yordanis Jaca 10 2 empate con 4 | Pabellón: Palacio de los Deportes Virgilio Travieso Soto, Santo Domingo |  |

| 6 de julio | Belice                                                        | 63–85                                 | México                                                                               |                                                                         |  |
| 13:00      | Parciales: 15–12, 17–21, 12–27, 19–25                         | Parciales: 15–12, 17–21, 12–27, 19–25 | Parciales: 15–12, 17–21, 12–27, 19–25                                                |                                                                         |  |
|            | Estadísticas Milt Palacio 15 Charles Burgess 7 3 empate con 2 | Reporte Pts Reb Asts                  | Estadísticas Omar Quintero y Jovan Harris 19 cada uno Gustavo Ayon 12 Jovan Harris 7 | Pabellón: Palacio de los Deportes Virgilio Travieso Soto, Santo Domingo |  |

| 6 de julio | Puerto Rico                                                                                 | 91–97                                              | Trinidad y Tobago                                            |                                                                         |  |
| 18:00      | Parciales: 25–21, 25–15, 23–27, 11–21 (T.E.: 7–13)                                          | Parciales: 25–21, 25–15, 23–27, 11–21 (T.E.: 7–13) | Parciales: 25–21, 25–15, 23–27, 11–21 (T.E.: 7–13)           |                                                                         |  |
|            | Estadísticas Carlos Arroyo 24 Renaldo Balkman y Peter John Ramos 9 cada uno Carlos Arroyo 9 | Reporte Pts Reb Asts                               | Estadísticas Steven Lewis 24 Wilfred Benjamin 11 Ian Young 5 | Pabellón: Palacio de los Deportes Virgilio Travieso Soto, Santo Domingo |  |

| 8 de julio | Cuba                                                           | 78–94                                 | Belice                                                                                 |                                                                         |  |
| 18:00      | Parciales: 21–18, 15–27, 18–21, 24–28                          | Parciales: 21–18, 15–27, 18–21, 24–28 | Parciales: 21–18, 15–27, 18–21, 24–28                                                  |                                                                         |  |
|            | Estadísticas Orestes Torres 18 Orestes Torres 7 Juan Pinerio 7 | Reporte Pts Reb Asts                  | Estadísticas Alex Carcamo 23 Alex Carcamo y Richard Troyer 10 cada uno Milt Palacio 12 | Pabellón: Palacio de los Deportes Virgilio Travieso Soto, Santo Domingo |  |

| 8 de julio | México                                                        | 82–95                                 | Puerto Rico                                                            |                                                                         |  |
| 20:30      | Parciales: 18–27, 17–23, 22–27, 25–18                         | Parciales: 18–27, 17–23, 22–27, 25–18 | Parciales: 18–27, 17–23, 22–27, 25–18                                  |                                                                         |  |
|            | Estadísticas Jovan Harris 22 Michael Strobbe 9 Jovan Harris 3 | Reporte Pts Reb Asts                  | Estadísticas Peter John Ramos 16 Renaldo Balkman 10 José Juan Barea 12 | Pabellón: Palacio de los Deportes Virgilio Travieso Soto, Santo Domingo |  |

| 9 de julio | Trinidad y Tobago                                                                   | 52–75                                 | México                                                         |                                                                         |  |
| 15:30      | Parciales: 12–15, 14–17, 13–16, 13–17                                               | Parciales: 12–15, 14–17, 13–16, 13–17 | Parciales: 12–15, 14–17, 13–16, 13–17                          |                                                                         |  |
|            | Estadísticas Maurice Joseph y Wilfred Benjamin 10 cada uno Kibwe TTOm 9 Ian Young 3 | Reporte Pts Reb Asts                  | Estadísticas Victor Mariscal 21 Gustavo Ayon 11 Jovan Harris 4 | Pabellón: Palacio de los Deportes Virgilio Travieso Soto, Santo Domingo |  |

| 9 de julio | Puerto Rico                                                        | 73–51                                | Cuba                                                                                                   |                                                                         |  |
| 18:00      | Parciales: 20–16, 12–9, 20–14, 21–12                               | Parciales: 20–16, 12–9, 20–14, 21–12 | Parciales: 20–16, 12–9, 20–14, 21–12                                                                   |                                                                         |  |
|            | Estadísticas Carlos Arroyo 16 Renaldo Balkman 14 José Juan Barea 9 | Reporte Pts Reb Asts                 | Estadísticas Yordanis Jaca y Yoan Luis 9 cada uno Yoan Luis y Orestes Torres 9 cada uno Juan Pinerio 3 | Pabellón: Palacio de los Deportes Virgilio Travieso Soto, Santo Domingo |  |

| 10 de julio | Cuba                                                      | 90–60                                 | Trinidad y Tobago                                   |                                                                         |  |
| 15:30       | Parciales: 27–11, 25–20, 20–18, 18–11                     | Parciales: 27–11, 25–20, 20–18, 18–11 | Parciales: 27–11, 25–20, 20–18, 18–11               |                                                                         |  |
|             | Estadísticas Allens Jemmott 24 Yoan Luis 9 Juan Pineiro 6 | Reporte Pts Reb Asts                  | Estadísticas Ian Young 18 Kibwe TTOm 9 Kibwe TTOm 4 | Pabellón: Palacio de los Deportes Virgilio Travieso Soto, Santo Domingo |  |

| 10 de julio | Belice                                                        | 88–96                                 | Puerto Rico                                                           |                                                                         |  |
| 18:00       | Parciales: 15–25, 23–20, 22–24, 28–27                         | Parciales: 15–25, 23–20, 22–24, 28–27 | Parciales: 15–25, 23–20, 22–24, 28–27                                 |                                                                         |  |
|             | Estadísticas Milt Palacio 24 Richard Troyer 11 Milt Palacio 6 | Reporte Pts Reb Asts                  | Estadísticas Peter John Ramos 27 Renaldo Balkman 12 José Juan Barea 8 | Pabellón: Palacio de los Deportes Virgilio Travieso Soto, Santo Domingo |  |

## Ronda eliminatoria
|  | Semifinales          | Semifinales          |    |                     | Final               | Final |  |
|  |                      |                      |    |                     |                     |       |  |
|  |                      |                      |    |                     |                     |       |  |
|  | 11 de julio de 2010  |                      |    |                     |                     |       |  |
|  | Puerto Rico          | 77                   |    |                     |                     |       |  |
|  | Panamá               | 70                   |    |                     |                     |       |  |
|  |                      |                      |    |                     |                     |       |  |
|  |                      |                      |    |                     | 12 de julio de 2010 |       |  |
|  |                      |                      |    |                     | Puerto Rico         | 89    |  |
|  |                      | República Dominicana | 80 |                     |                     |       |  |
|  |                      |                      |    |                     |                     |       |  |
|  |                      |                      |    |                     |                     |       |  |
|  |                      |                      |    |                     | Tercer lugar        |       |  |
|  | 11 de julio de 2010  | 11 de julio de 2010  |    | 12 de julio de 2010 | 12 de julio de 2010 |       |  |
|  | República Dominicana | 85                   |    | Panamá              | 75                  |       |  |
|  | Cuba                 | 71                   |    |                     | Cuba                | 74    |  |

### Semifinales
| 11 de julio | Puerto Rico                                                       | 77–70                                 | Panamá                                                      |                                                                         |  |
| 17:00       | Parciales: 23–13, 16–21, 20–23, 18–13                             | Parciales: 23–13, 16–21, 20–23, 18–13 | Parciales: 23–13, 16–21, 20–23, 18–13                       |                                                                         |  |
|             | Estadísticas Carlos Arroyo 23 Peter John Ramos 10 Carlos Arroyo 5 | Reporte Pts Reb Asts                  | Estadísticas Jaime Lloreda 20 Jaime Lloreda 11 Joel Muñoz 6 | Pabellón: Palacio de los Deportes Virgilio Travieso Soto, Santo Domingo |  |

| 11 de julio | República Dominicana                                          | 85–71                                 | Cuba                                                      |                                                                         |  |
| 19:30       | Parciales: 17–15, 22–22, 29–10, 17–24                         | Parciales: 17–15, 22–22, 29–10, 17–24 | Parciales: 17–15, 22–22, 29–10, 17–24                     |                                                                         |  |
|             | Estadísticas Franklin Western 16 Elys Guzman 11 Kelvin Peña 6 | Reporte Pts Reb Asts                  | Estadísticas Yoan Luis 14 Orestes Torres 7 Juan Pinerio 3 | Pabellón: Palacio de los Deportes Virgilio Travieso Soto, Santo Domingo |  |

### Tercer lugar
| 12 de julio | Cuba                                                             | 74–75 | Panamá                                                          |                                                                         |  |
| 18:00       | Parciales: 17–23, 19–12, 19–25, 19–15                            | Parciales: 17–23, 19–12, 19–25, 19–15 | Parciales: 17–23, 19–12, 19–25, 19–15                           |                                                                         |  |
|             | Estadísticas Orestes Torres 16 Orestes Torres 7 Orestes Torres 6 | http://www.fibaamericas.com/fnabox.asp?g=23&n=A&r=7876 (enlace roto disponible en Internet Archive; véase el historial, la primera versión y la última). Pts Reb Asts | Estadísticas Jaime Lloreda 24 Jaime Lloreda 12 Danilo Pinnock 5 | Pabellón: Palacio de los Deportes Virgilio Travieso Soto, Santo Domingo |  |

### Final
| 12 de julio | República Dominicana                                                       | 80–89 | Puerto Rico                                                        |                                                                         |  |
| 20:30       | Parciales: 23–19, 24–20, 17–24, 16–26                                      | Parciales: 23–19, 24–20, 17–24, 16–26 | Parciales: 23–19, 24–20, 17–24, 16–26                              |                                                                         |  |
|             | Estadísticas Charlie Villanueva 36 Charlie Villanueva 11 Christian Aries 6 | http://www.fibaamericas.com/fnabox.asp?g=24&n=A&r=7876 (enlace roto disponible en Internet Archive; véase el historial, la primera versión y la última). Pts Reb Asts | Estadísticas Carlos Arroyo 23 Renaldo Balkman 8 Filiberto Rivera 6 | Pabellón: Palacio de los Deportes Virgilio Travieso Soto, Santo Domingo |  |

| Bandera de Puerto Rico |
| Campeón Puerto Rico    |
| Décimo título          |

## Posiciones finales
|  | Clasificados al Campeonato FIBA Américas de 2011 y los Juegos Panamericanos de 2011 |
|  | Clasificados al Campeonato FIBA Américas de 2011                                    |

| Posición          | Selección                      | Récord |
| ----------------- | ------------------------------ | ------ |
| Medalla de oro    | Puerto Rico                    | 5-1    |
| Medalla de plata  | República Dominicana           | 5-1    |
| Medalla de bronce | Panamá                         | 3-3    |
| 4                 | Cuba                           | 2-4    |
| 5                 | Jamaica                        | 2-2    |
| 6                 | México                         | 2-2    |
| 7                 | Belice                         | 2-2    |
| 8                 | Islas Vírgenes Británicas      | 1-3    |
| 9                 | Islas Vírgenes Estadounidenses | 1-3    |
| 10                | Trinidad y Tobago              | 1-3    |